# Waroc'h I
Waroc'h (mort cap al 550) també conegut com a Waroc, Waroch o Guérech, fou sobirà d'un regne situat cap al sud de l'Armòrica anomenat posteriorment Bro Waroch (Broërec o Bro-Erec). Per convenció, per diferenciar-lo del seu net que porta el mateix nom, és anomenat Waroc'h I. Durant la primera meitat del segle vi, Waroc'h regnà sobre la regió de Benetis (antic nom de Vannes), sense controlar realment la vila, de manera que esdevindria un enclavament gal·lo-franc. Sembla que el seu títol, donat pels francs era el de comte i no pas de rei.

## Enfrontaments amb els francs
En 578, Khilperic I va enviar un exèrcit per lluitar contra Waroc'h al llarg de la Vilaine. L'exèrcit franc consistia en unitats originàries del Poitou, Turena, Anjou, Maine i Bayeux. Els Baiocassenses (homes de Bayeux) eren saxons i havien estat derrotats pels bretons. Els exèrcits van lluitar durant tres dies fins que Waroc'h es va sotmetre, va retre homenatge a Vannes, va enviar el seu fill com a ostatge, i va acordar pagar una tribut anual. Posteriorment, va trencar el seu jurament, però el domini de Xilperic sobre els bretons era relativament segur, com ho prova el poema de celebració de Venanci Fortunat.
En 587 Guntram obligà Waroc'h a renovar el jurament de 578 per escrit i li va exigir 1.000 sòlids en compensació per l'assalt el país de Nantes. En 588 el pagament no s'havia efectuat encara, però, com ho havia promès tant a Guntram com a Clotari II, que probablement tenia sobirania sobre Vannes.
En 589 o 590, Guntram va enviar una expedició contra Waroc'h dirigit per Beppolem i Ebrachain, enemics mutus. Ebrachain va ser també enemic de Fredegunda, que va enviar als saxons de Bayeux a ajudar Waroch. Beppolem va lluitar només durant tres dies abans de morir, moment en què Waroc'h va tractar de fugir a les Illes del Canal, però Ebrachain va destruir els seus vaixells i el van obligar a acceptar una pau, la renovació del jurament, i a donar un nebot com a ostatge. Tot això va ser en va. Els bretons mantingueren la seva semi-independència.

## Waroc'h i Sant Gildas
Segons una llegenda de Sant Gildas, un dia l'ermità que vivia a les terres del rei, va anar a veure Waroc'h a la vila Vannes per tal de demanar-li una porció de terra prop de la costa per a dedicar-se a l'oració. Waroc'h, que era "un home just i temerós de Déu, que també venerava als seus ministres quan eren fidels a les seves promeses, és a dir, si es mostraven pietosos, humils i consolaven als dissortats i defensors dels humils […] li va oferir un castell i els seus camps. Gildas hi va fundar una abadia, a la península de Rhuys.

## Genealogia
|                        |                        |                        |                        |                        |                        |              |              |              |              |  |  |                              |                              |                              |                              |                              |                              |                           |                           |                           |                           |  |  | Waroc'h I |  |  |  |  |  |  |  |  |  |  |  |  |  |  |  |  |  |  |  |  |  |  |  |  |  |
|                        |                        |                        |                        |                        |                        |              |              |              |              |  |  |                              |                              |                              |                              |                              |                              |                           |                           |                           |                           |  |  |           |  |  |  |  |  |  |  |  |  |  |  |  |  |  |  |  |  |  |  |  |  |  |  |  |  |
|                        |                        |                        |                        |                        |                        |              |              |              |              |  |  |                              |                              |                              |                              |                              |                              |                           |                           |                           |                           |  |  |           |  |  |  |  |  |  |  |  |  |  |  |  |  |  |  |  |  |  |  |  |  |  |  |  |  |
| Conomor Comte de Poher | Conomor Comte de Poher | Conomor Comte de Poher | Conomor Comte de Poher | Conomor Comte de Poher | Conomor Comte de Poher |              |              |              |              |  |  |                              |                              |                              |                              | Canao I Rei de Bro Waroch    | Canao I Rei de Bro Waroch    | Canao I Rei de Bro Waroch | Canao I Rei de Bro Waroch | Canao I Rei de Bro Waroch | Canao I Rei de Bro Waroch |  |  |           |  |  |  |  |  |  |  |  |  |  |  |  |  |  |  |  |  |  |  |  |  |  |  |  |  |
| Conomor Comte de Poher | Conomor Comte de Poher | Conomor Comte de Poher | Conomor Comte de Poher | Conomor Comte de Poher | Conomor Comte de Poher |              |              |              |              |  |  |                              |                              |                              |                              | Canao I Rei de Bro Waroch    | Canao I Rei de Bro Waroch    | Canao I Rei de Bro Waroch | Canao I Rei de Bro Waroch | Canao I Rei de Bro Waroch | Canao I Rei de Bro Waroch |  |  |           |  |  |  |  |  |  |  |  |  |  |  |  |  |  |  |  |  |  |  |  |  |  |  |  |  |
|                        |                        |                        |                        |                        |                        |              |              |              |              |  |  |                              |                              |                              |                              |                              |                              |                           |                           |                           |                           |  |  |           |  |  |  |  |  |  |  |  |  |  |  |  |  |  |  |  |  |  |  |  |  |  |  |  |  |
|                        |                        |                        |                        |                        |                        |              |              |              |              |  |  |                              |                              |                              |                              |                              |                              |                           |                           |                           |                           |  |  |           |  |  |  |  |  |  |  |  |  |  |  |  |  |  |  |  |  |  |  |  |  |  |  |  |  |
|                        |                        |                        |                        | Sant Trémeur           | Sant Trémeur           | Sant Trémeur | Sant Trémeur | Sant Trémeur | Sant Trémeur |  |  | Waroc'h II Rei de Bro Waroch | Waroc'h II Rei de Bro Waroch | Waroc'h II Rei de Bro Waroch | Waroc'h II Rei de Bro Waroch | Waroc'h II Rei de Bro Waroch | Waroc'h II Rei de Bro Waroch |                           |                           |                           |                           |  |  |           |  |  |  |  |  |  |  |  |  |  |  |  |  |  |  |  |  |  |  |  |  |  |  |  |  |
|                        |                        |                        |                        | Sant Trémeur           | Sant Trémeur           | Sant Trémeur | Sant Trémeur | Sant Trémeur | Sant Trémeur |  |  | Waroc'h II Rei de Bro Waroch | Waroc'h II Rei de Bro Waroch | Waroc'h II Rei de Bro Waroch | Waroc'h II Rei de Bro Waroch | Waroc'h II Rei de Bro Waroch | Waroc'h II Rei de Bro Waroch |                           |                           |                           |                           |  |  |           |  |  |  |  |  |  |  |  |  |  |  |  |  |  |  |  |  |  |  |  |  |  |  |  |  |
|                        |                        |                        |                        |                        |                        |              |              |              |              |  |  |                              |                              |                              |                              |                              |                              |                           |                           |                           |                           |  |  |           |  |  |  |  |  |  |  |  |  |  |  |  |  |  |  |  |  |  |  |  |  |  |  |  |  |
|                        |                        |                        |                        |                        |                        |              |              |              |              |  |  | Canao Rei de Bro Waroch (?)  |                              |                              |                              |                              |                              |                           |                           |                           |                           |  |  |           |  |  |  |  |  |  |  |  |  |  |  |  |  |  |  |  |  |  |  |  |  |  |  |  |  |